# 爱德华·伯内特·泰勒
愛德華·伯內特·泰勒爵士（Sir Edward Burnett Tylor，1832年10月2日—1917年1月2日），英國人類學家。
泰勒被視爲社會文化進化論的代表人物。在他的著作《原始文化》及《人類學》中，他定義了人類學的科學研究語境，將之立基於達爾文的進化論。他相信社會和宗教這兩個他認爲具有普遍性的事物的發展具有功能的基礎。 泰勒被視爲社會/文化人類學這門科學的奠基人，而他的學術著作對人類學這門成形於19世紀的學科做出重要且持久的貢獻。他相信對人類歷史及史前史的研究能够被用作英國社會改革的基礎。
他將萬物有靈論（對萬物的個體靈魂或 anima 以及自然顯靈的信仰）這一術語帶回常用語中。他認爲萬物有靈論是宗教發展的第一個階段。

## 早年
爱德华·伯内特·泰勒1832年生于伦敦坎伯韦尔一个贵格会炼铜厂主的富裕家庭，其父 Joseph Tylor，母 Harriet Skipper。
泰勒早年就读于托特纳姆的 Grove House School，但因父母在他年轻时即过世，及其贵格会家庭背景十分严格，使他未能取得大学学位。父母去世后，他开始协助管理家业，然而他的这个计划却因为身上出现了结核症状而放弃。根据医嘱，他应该去更温暖的地方修养。于是，他1855年离开英格兰，周游中美洲。此番经历对他今后的研究生涯产生了极其重要的影响。
游历期间，他遇到了 Henry Christy，民族学考古学者。泰勒与他交往激发了泰勒在人类学领域的兴趣，也帮助拓宽了他对史前史的研究。

## 职业生涯

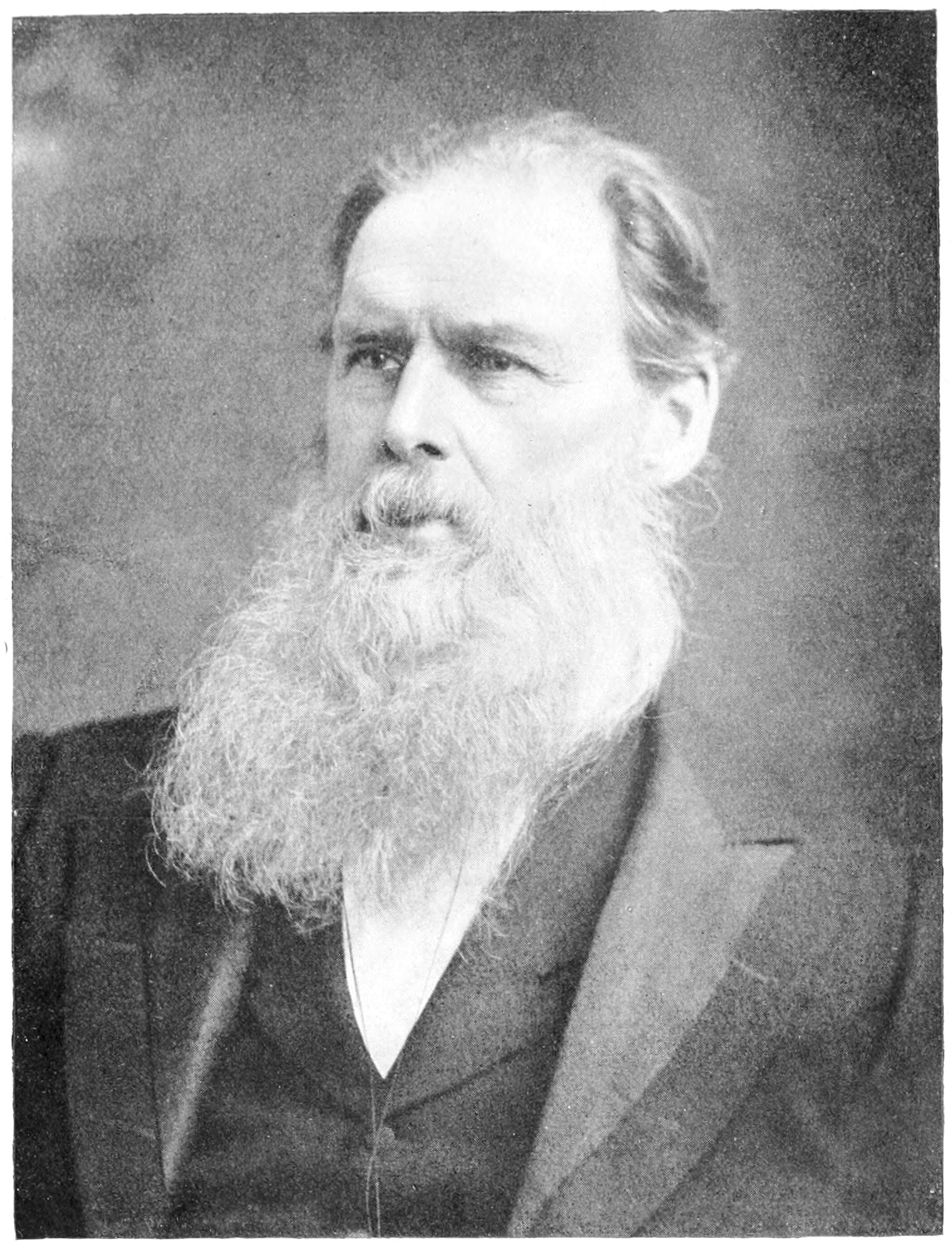
1917年像

泰勒发表处女作 Anahuac: Or Mexico and the Mexicans, Ancient and Modern (1861)是他1856年与 Christy 探访墨西哥后的成果。此后他虽然再也没有外出考察，泰勒仍继续他对史前（根据考古发现）或当时的部落风俗及信仰的研究，于1865年发表了 Researches into the Early History of Mankind and the Development of Civilization。随后，发表了他的代表作 Primitive Culture（《原始文化》，1871）。尽管一战前他一直笔耕不辍，但《原始文化》一直标志着他事业的顶峰。这部著作不仅是对研究人类文明和人类学有巨大贡献，而且影响了一批后辈学者如詹姆斯·弗雷澤。弗雷澤后来成为泰勒门生，成为人类学重要学者。
他抱有种族歧视观点，认为白人，尤其是英国人，在智力上是优于有色人种的。在其著作《人类学：人及其文化研究》一书中，认为澳大利亚原住民以及黑人为低级种族。
1871年，泰勒当选皇家学会会员（FRS），1875年获牛津大学民法学荣誉博士学位（Doctor of Civil Laws，DCL，荣誉学位）。1883年，委任为牛津大学博物馆管理员（Keeper），并于1884年至1895年间成为首任人类学副教授（“Reader in Anthropology”），1896年升牛津首任人类学教授（“Professor of Anthropology”）。1912年封爵。

## 著作
- Anahuac: Or Mexico and the Mexicans, Ancient and Modern (1861)
- Researches into the Early History of Mankind and the Development of Civilization (1865)
- Primitive Culture (1871)
- Anthropology (1881)
- On a Method of Investigating the Development of Institutions; applied to Laws of Marriage and Descent (1889)